# Pretty Guardian Sailor Moon: Act Special
Pretty Guardian Sailor Moon: Act Special (Bishôjo Senshi Sailor Moon: Special Act) est une suite à la série Pretty Guardian Sailor Moon. Il s'agit d'un épisode spécial d'une heure, diffusé pour la première fois au Japon le 26 novembre 2004.

## Synopsis
Il est temps pour Usagi et Mamoru de se marier. Mais peu avant leur mariage, ils vont devoir affronter de nouveau Mio Kuroki qui a été ressuscitée et qui prétend être la nouvelle reine du Royaume des Ténèbres. Elle enlève Usagi et Mamoru et force ce dernier à l'épouser. Cependant, Jadeite, Nephrite, Zoisite et Kunzite viennent en aide à leur maître afin de combattre les youma de Mio. De leur côté, Ami, Makoto et Minako se sont emparés de l'Epée de la Lune fournie par la reine Sérenity, afin de combattre Mio qui est devenue une monstrueuse plante géante...

## Distribution
- Miyuu Sawai : Usagi Tsukino / Sailor Moon / Princesse Sérénity
- Chisaki Hama : Ami Mizuno / Sailor Mercury
- Keiko Kitagawa : Rei Hino / Sailor Mars
- Miyuu Azama : Makoto Kino / Sailor Jupiter
- Ayaka Komatsu : Minako Aino / Sailor Venus / Sailor V
- Jyoji Shibue :  Mamoru Chiba / Tuxedo Kamen / Prince Endymion
- Alisa Durbrow : Mio Kuroki
- Jun Masuo : Jadeite
- Hiroyuki Matsumoto : Nephrite
- Yoshito Endou : Zoisite
- Akira Kubodera : Kunzite
- Masaya Kikawada : Furuhata Motoki
- Kappei Yamaguchi : Artemis (voix)
- Keiko Han : Luna (voix)
- Rina Koike : Luna Nekono / Sailor Luna
- Cheiko Kawabe : Osaka Naru
- Kaori Moriwaka : Ikuko Tsukino
- Naoki Takeshi : Shingo Tsukino

## Fiche technique
- Production : Toei Co. Ltd., Toei Agency, CAZBE
- Publicité/Agence de Marketing : Dentsu
- Producteurs : Okazaki Takeshi (CBC), Takezawa Toshiyuki (CAZBE), Yada Kouichi (Toei Agency), Sakata Yuuma (Dentsu), Shirakura Shin'ichiro (Toei), Maruyama Shin'ya (Toei)
- Histoire originale : Takeuchi Naoko
- Script : Kobayashi Kiyoko
- Superviseur : Tasaki Ryuuta

### Films
- 2005 : Pretty Guardian Sailor Moon: Act Zero, de Ryuta Tazaki
- 2003-2004 : Pretty Guardian Sailor Moon, de Ryuta Tazaki